# Take Ü There
Take Ü There è un singolo dei DJ statunitensi Skrillex e Diplo (sotto il nome di Jack Ü), il primo estratto dall'album in studio Skrillex and Diplo Present Jack Ü e pubblicato il 17 settembre 2014.

## Descrizione
Terza traccia dell'album, Take Ü There è stata menzionata per la prima volta da Diplo attraverso il servizio di social news reddit verso la fine di luglio 2014, rivelando che sarebbe stato il primo singolo dell'album e che avrebbe visto la partecipazione della cantautrice canadese Kiesza.
Il singolo è stato presentato in anteprima il 15 settembre 2014 da Zane Lowe attraverso l'emittente radiofonica britannica BBC Radio 1, per poi venir reso disponibile per il download digitale due giorni più tardi.
Il 23 dicembre 2014 è stato pubblicato digitalmente una versione costituita da sette remix del brano, mentre il 17 febbraio dell'anno seguente la cantautrice statunitense Missy Elliott ha reso disponibile una propria versione remixata di Take Ü There, inclusa successivamente nella lista tracce di Skrillex and Diplo Present Jack Ü.

## Video musicale
Il videoclip, diretto da Kyle dePinna, Dillon Moore e Daniel Streit, è stato pubblicato il 24 novembre 2014 attraverso il canale YouTube di Skrillex.

## Tracce
CD promozionale (Europa), download digitale
1. Take Ü There (feat. Kiesza) – 3:30

Download digitale – Remixes
1. Take Ü There (feat. Kiesza) (Zeds Dead Remix) – 4:07
2. Take Ü There (feat. Kiesza) (TJR Remix) – 3:29
3. Take Ü There (feat. Kiesza) (Vindata Remix) – 3:25
4. Take Ü There (feat. Kiesza) (Netsky Remix) – 3:29
5. Take Ü There (feat. Kiesza) (Felix Cartal Remix) – 4:22
6. Take Ü There (feat. Kiesza) (Tujamo Remix) – 4:30
7. Take Ü There (feat. Kiesza) (Tchami Remix) – 4:33

Download digitale – Missy Elliott Remix
1. Take Ü There (feat. Kiesza) (Missy Elliott Remix) – 3:30

## Classifiche
| Classifica (2014)                      | Posizione massima |
| -------------------------------------- | ----------------- |
| Belgio (Fiandre)                       | 134               |
| Stati Uniti (dance/electronic digital) | 16                |
| Classifica (2015)                      | Posizione massima |
| Stati Uniti (dance club)               | 37                |
| Stati Uniti (dance/electronic)         | 18                |
| Stati Uniti (dance/mix show airplay)   | 18                |